# William Webb Ellis

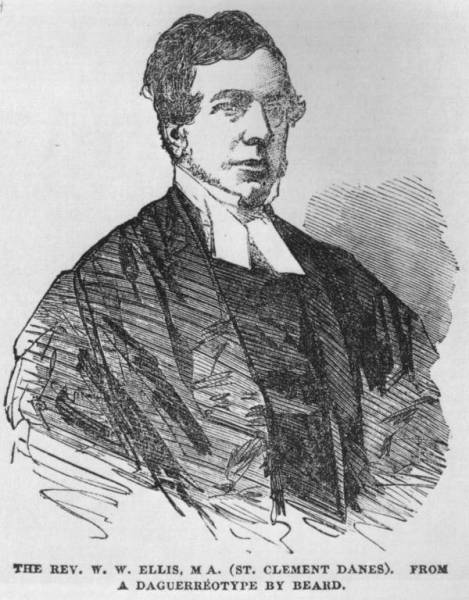
William Webb Ellis

William Webb Ellis (24 de novembro de 1806 em Salford, Lancashire — 24 de janeiro de 1872 em Menton) foi um inventor britânico do rugby moderno. 

## Biografia
Ele foi filho de James Ellis, um oficial de Dragoon Guards, e de Ann Webb que se  casou em Exeter em 1804.
Depois que James Ellis morreu na batalha de Albuera, em 1812, Ann Webb e seus dois filhos (Thomas e William Webb Ellis) foram deixados totalmente desprovido de exceto por um pequeno exército de pensão de 10 libras por ano para cada criança. Ela se muda para Rugby, Warwickshire para que William e seu irmão mais velho pudessem  receber uma boa educação na Escola de Rugby com nenhum custo como uma foundationer local (ou seja, um aluno vivendo dentro de um raio de 10 quilômetros da Torre do Relógio Rugby). William Webb Ellis se matricula na Escola de Rugby sob a supervisão do Dr. Wooll e estava na casa da cidade.
William freqüentou a escola 1816-1825 e foi apontado como um bom estudante e um jogador de críquete bom. Apesar de ter sido notado que ele estava "bastante inclinado a tirar vantagem desleal no futebol. O incidente em que Webb Ellis pegou e correu com a bola em seus braços durante uma partida de futebol é suposto ter acontecido na segunda metade de 1823.
Depois de deixar o Rugby foi a Universidade de Oxford, em 1826, com 18 anos. Aqui ele jogou críquete para Brasenose College, em Oxford, ele foi em número de 3 para Oxford em Lords Cricket Ground e tem 12 corridas.
De acordo com um artigo do Times "O Mistério de Futebol Rugby", publicado 3 de março de 1965, ele é pensado para involuntariamente ter contribuído para um livro chamado:
Ale Brasenose. Uma coleção de poemas apresentado anualmente pelo mordomo da faculdade Brasenose na terça de carnaval.